# Charlie Byrd
Charlie Lee Byrd (Suffolk, 16 de setembro de 1925 – Annapolis, 2 de dezembro de 1999) foi um guitarrista norte-americano. Byrd foi conhecido pela sua associação com música brasileira, especificamente bossa nova.
Em 1962, Byrd colaborou com Stan Getz no álbum Jazz Samba, uma gravação que levou a bossa nova para corrente principal da música norte-americana.[carece de fontes?]